# Akriní
Akriní är en ort i Grekland.   Den ligger i prefekturen Nomós Kozánis och regionen Västra Makedonien, i den norra delen av landet, 300 km nordväst om huvudstaden Aten. Akriní ligger 862 meter över havet och antalet invånare är 1 113.
Terrängen runt Akriní är huvudsakligen kuperad, men åt sydväst är den platt.Runt Akriní är det ganska glesbefolkat, med 39 invånare per kvadratkilometer. Närmaste större samhälle är Kozani, 17,9 km sydväst om Akriní. Trakten runt Akriní består till största delen av jordbruksmark.